# Helichrysum cameroonense
Espèce
Statut de conservation UICN

 NT  : Quasi menacé
Helichrysum cameroonense Hutch. & Dalziel est une espèce de plante à fleurs de la famille des Asteraceae  et du genre Helichrysum, endémique du Cameroun.
C'est une plante herbacée.

## Distribution
Elle a été observée au mont Cameroun, au mont Oku, dans la réserve forestière de Bafut Ngemba et à la frontière avec le Nigeria (Chappal Waddi).